# Do What U Want
A Do What U Want Lady Gaga amerikai énekesnő-dalszerző dala, amelyben R. Kelly is közreműködik. A dal 2013. október 21-én jelent meg Gaga harmadik, Artpop (2013) című stúdióalbumának második kislemezeként. Az énekesek Paul "DJ White Shadow" Blairrel, Martin Bressóval és William Grigahcine-nal közösen írták a dalt. A Do What U Want alapját Blair körülbelül két évvel korábban mutatta meg Gagának. Egészen 2013-ig dolgoztak a dalon, majd végül R. Kelly vokáljának hozzáadása után felkerült az Artpop számlistájára. A teljes album megjelenése előtt promóciós kislemezként megjelent az iTunes Store-on, majd a remek eladások miatt úgy döntöttek, hogy ezt a dalt választják az album hivatalos második kislemezének.
Zeneileg a 80-as évekre jellemző dobogó szintikkel és elektronikus ütemmel rendelkező dal a szintipop, az elektropop és az R&B műfajokba sorolható. A szókimondó dalszövegekben Gaga az őt becsmérlő embereknek azt mondja, hogy a gondolatai, álmai és érzései a saját birtokában vannak, és nem számít, hogy mások mit mondanak a testéről, vagy mit tesznek a testével. A kritikusok dicsérték a dal egyszerűségét és produkcióját. A Do What U Want kislemezborítóját – amely Gaga fenekét ábrázolja egy virágos tangában – Terry Richardson fotózta, aki a dal videóklipjét is rendezte. A klipet 2013 decemberében tervezték megjelentetni a BitTorrenten keresztül, de ismeretlen okokból visszavonták a kiadást.
A Do What U Want Magyarországon az első helyen végzett, míg Ausztriában, Kanadában, Dániában, Franciaországban, Írországban, Franciaországban, Olaszországban, Libanonban, Norvégiában, Skóciában, Dél-Koreában, Spanyolországban és az Egyesült Királyságban a Top 10-ben, valamint Belgiumban, Csehországban, Németországban, Új-Zélandon, Svédországban, Svájcban és az Egyesült Államokban a Top 20-ban szerepelt. Gaga élőben adta elő a dalt a 2013-as American Music Awards, az Alan Carr: Chatty Man, a Saturday Night Live, az amerikai The Voice és a brit The X Factor című televíziós műsorokban. A dalból több remix is megjelent, többek között Christina Aguilera és Rick Ross vokáljával.
2019. január 10-én Gaga úgy döntött, hogy a kislemezt eltávolítja a zenei streaming szolgáltatók felületeiről, miután a Surviving R. Kelly című televíziós dokumentumfilm sugárzása újabb vádakat tárt fel Kelly ellen, akit 2002-ben szexuális visszaéléssel és bántalmazással vádoltak meg, de 2008-ban végül felmentettek. A dalt 2019 novemberében eltávolították az album új bakelit- és CD-kiadásairól is.

## Dalszerzés és elkészítés
A Do What U Want-ot Lady Gaga, Blair, Martin Presso, William Grigahcine és R. Kelly R&B énekes szerezték. A dal produceri munkáját Blair és Gaga végezték, és a számban felcsendül Kelly hangja is. Gaga már egy ideje Chicagóban élt, mikor az Artpop dalainak befejezésén dolgozott, amelyekre az ott domináns R&B és hiphop zenei stílusok voltak hatással. Egy napon dühös lett, mikor tudomást szerzett egy cikkről, amely az énekesnő súlyáról szólt. Gaga úgy döntött, hogy a zenéjén keresztül fogja véleményét kinyilvánítani a „sekélyes újságírásról”. Miután megjelentette az album első kislemezét, az Applause-t, az énekesnő eltökélt lett, hogy a korábbi slágereihez képest valami eltérőt és szokatlant hozzon létre, így ezen gondolatokból született meg a Do What U Want.
Blair visszaemlékezett arra, mikor 2011-ben egy barátja, Martin a saját remix projektjéből játszott egy bizonyos ütemet. Blair-nek tetszett a zene, megmutatta Gagának, aki a Born This Way Ball turnéja során kezdte megírni a dal szövegét. Blair ezt az ütemet egy „űrkorszaki George Jeston R&B hangzásnak” írta le. Miután 2013 szeptemberében elkészült a dalszöveg, Blair javasolta, hogy Kelly is szálljon be a dalba. Kelly épp a Black Panties című albuma befejezésén fáradozott, és beleegyezett, hogy részt vegyen egy telefonbeszélgetésben az énekesnővel. Kelly elmondta a Billboard-nak, hogy az énekesnővel való munka „természetesen alakult ki”. Gaga az MTV News-nak beszélt a dalról:

„Chicagóban éltem egy ideje, rengeteg időt töltöttem ott, és R. Kelly is onnan származik. Az Artpop-on dolgoztam, a Do What U Want-ot a turné során írtam meg. Az iránti megszállottságomról szólt, hogy az embereknek mi a véleménye rólam. Mindig is egy R. Kelly rajongó voltam, és a Haus of Gagánál ez egyfajta epikus időtöltés, hogy jól beb***unk, és R. Kelly-t hallgatunk. Ez egy igazi R&B dal, és azt mondtam, hogy fel kell hívnom az R&B királyát, és szükségem van az áldására. Kölcsönös volt a szeretet.”

## Felvételek és kompozíció
A Do What U Want egy közepes tempójú szintipop és R&B szám, amelyre hatással voltak az 1980-as évek lüktető szintijei és elektronikus ütemei. Eric R Danton a Rolling Stone-tól egy „erős klub ütemként” írta le. James Montgomery az MTV News-tól azt mondta, hogy „az ingadozó és buja ütem” volt a dal gerince, belevegyítve Gaga hangosan előadott vokálját, egy „élénk” refrént és Kelly „menő és szexi” énekét. A dal refrénje arpeggiók köré épült. A Complex magazin a dal „Do what you want, what you want with my body” hook-ját „fülbemászónak és némiképp tüzesnek” nevezte. A dal szövege a szexuális alárendeltség témáját jeleníti meg, Gaga pedig azt mondja az őt becsmérlőknek, hogy a gondolatai, az álmai és az érzései az ő tulajdonába tartoznak, és nem számít mit tesznek a testével. Jim Farber a New York Daily News-tól úgy vélte, hogy a Do What U Want egy válasz „mindazoknak, akik valaha bántó megjegyzést tettek felé — amibe mára a fél bolygó beletartozik”. Gaga és Kelly a dal végén váltakozva éneklik a „Do what u want/ What u want with my body/ Do what u want/ What u want with my body/ Write what you want, say what you want about me/ If you want you know that I'm not sorry” szövegeket.
A Musicnotes.com által közzé tett kotta alapján a Do What U Want 4/4-es ütemben íródott, közepes tempóval rendelkezik, percenkénti leütésszáma pedig 96. A dal A-mollban íródott, Gaga hangterjedelme E3-tól F5-ig terjed, akkordmenete pedig D–E–Fm–E–D–E. A dal felvételeit a kaliforniai Hollywoodban működő Record Plant Studios-ban és a Georgia állam Atlanta városában található PatchWerk Recording Studios-ban készítették. Gaga vokálját Dave Russel és Bill Malina vették fel, míg Kelly-ét Abel Garibaldi és Ian Moonness. Russel a szám első hangkeverését Benjamin Rice, Ghazi Hourani, Zane Shoemake és Dino "SpeedoVee" Zisis közreműködésével a Record Plant-ben végezte. A dal hangszerelésében szerepet kapott gitár Tim Stewart nevéhez köthető, a számítógép generálta hangokat Rick Pearl adta a dalhoz, a maszterelést pedig Gene Grimaldi a kaliforniai Burbank-ben lévő Oasis Mastering Studios-ban készítette.

## Megjelenés és népszerűsítés

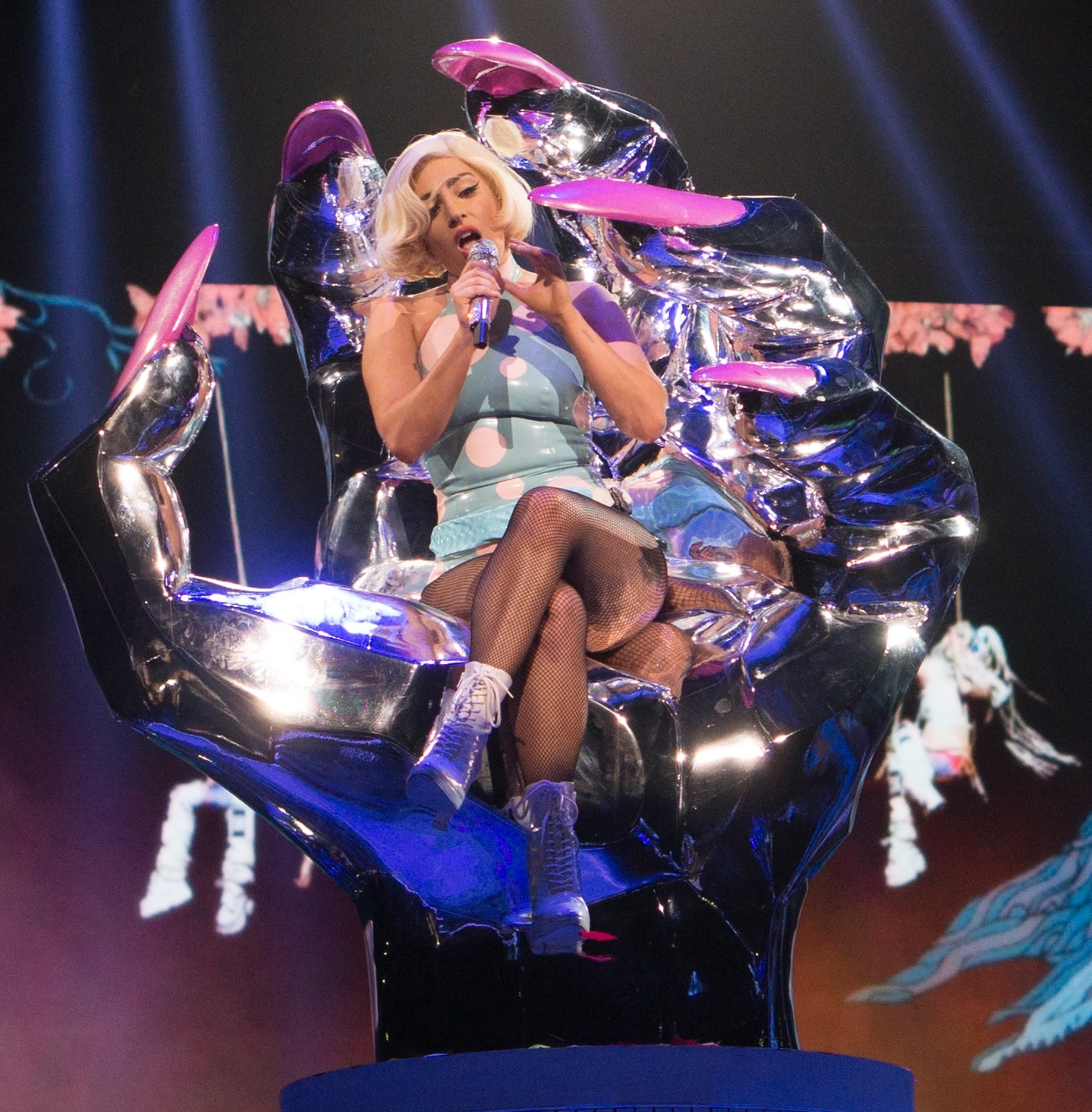
Lady Gaga a Do What U Want előadása közben az ArtRave: The Artpop Ball című turnéján

2013. szeptember 3-án Gaga Twitterén keresztül arra kérte rajongóit, hogy segítsenek kiválasztani a második kislemezt: a lehetőségek között a Manicure, a Sexxx Dreams, az Aura és a Swine voltak. 2013. szeptember 20-án Gaga bejelentette, hogy a Venus-t választották a második kislemeznek, és még az album megjelenése előtt ki fogják adni. A Do What U Want egy részlete a Best Buy és a Beats közös amerikai reklámjában debütált 2013. október 17-én. Ezen kívül szerepet kapott az O2 nevű brit mobilcég „Be More Dog” nevű kampányában is. A Do What U Want eredetileg az  Artpop első promóciós kislemezeként október 21-én jelent meg a digitális zeneáruházakban, azonban a gyors kereskedelmi siker hatására Gaga és kiadója úgy döntöttek, hogy a Venus helyett a Do What U Want jelenik meg az album hivatalos második kislemezeként. A Do What U Want hivatalosan 2013. október 25-én jelent meg az olasz rádiókban, majd öt nappal később debütált a brit rádiókban. Az Egyesült Államokban hivatalosan 2013. november 5-én jelent meg a Mainstream Top 40 és a Rhythmic rádiós formátumokba tartozó rádiókban. Jason Lipshutz a Billboard-tól a dal utolsó pillanatban való kiadásának jellegét az énekesnő Born This Way albumról 2011 áprilisában megjelentetett Judas című kislemezéhez hasonlította.
Az első promóciós képen Gaga látható, akinek nemi szerveit moha takarja. A kislemez hivatalos borítója október 21-én látott napvilágot, és a képen az énekesnő hátsója látható virágos tangában. A kislemezborítót Terry Richardson fényképész készítette. Egy interjúban, amit a német ProSieben televíziós csatornával készített, Gaga elmondta, hogy a borító provokatív ábrázolása az énekesnőt övező folyamatos kritikáknak és vitáknak köszönhető. „Amikor arra tekintek, hogy a társadalom mennyire megváltozott, úgy érzem, hogy ez egy jó pillanat, hogy megmutassam nektek a seggemet, mert úgy döntök, hogy csak ezt adom nektek.”
Catherine Earp a Digital Spy-tól úgy vélte, hogy a borító egy polaroid fényképre emlékeztet. A Complex magazin írója, Leigh Silver Andy Warhol polaroid sorozatához hasonlította, amikor a művész szőkék hátsójáról készített képeket. Hilary Hughes as Esquire-től a borítót „szörnyűnek” nevezte, de úgy érezte, hogy a dal szuggesztív témája helyett a kép kikövezte az utat a képzelet számára. A dal megjelenését megelőző éjszakán Gaga Twitterén keresztül a karrierje során felszínre került kritikákkal és pletykákkal kapcsolatban osztotta meg a Do What U Want dalszövegeit. Ilyen pletykák voltak például, hogy az énekesnő hermafrodita, hogy meghízott 2012-ben, illetve hogy drogfüggő lett. A média által terjesztett Katy Perry-vel és Madonnával ápolt állítólagos rossz viszonyáról is írt. Alex Camp a Slant Magazine-től úgy érezte, hogy Gaga szenzációhajhász kiírásai lealacsonyították a dal eredeti célját, és szerinte Gaga ezzel kihangsúlyozta a szociális médiával és a nyilvános imidzsével kapcsolatos megszállottságát.

## Kritikusi fogadtatás

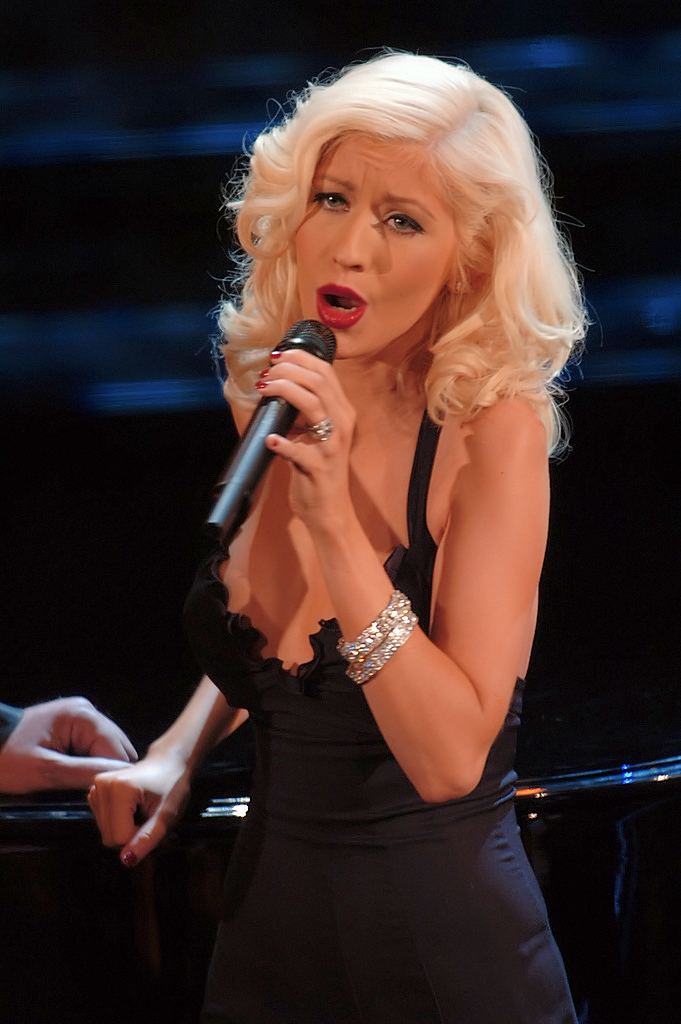
Gaga vokálját a Do What U Want-ban Christina Aguilera-éhoz hasonlították, aki később közreműködött a dal egyik remixében.

A Do What U Want megjelenésekor túlnyomórészt pozitív kritikákat kapott. A kritikusok dicsérték a dal egyszerűségét, és Gaga vokálját néhányan Tina Turner-éhez és Aguilera-éhoz hasonlították. A Slant Magazine írója, Alexa Camp egy „egyenletes ritmusú dübörgő elektronikus számnak nevezte, amely okosan egyben egy szerelmes dal is.” Lars Brandle a Billboard-tól dicsérte a dalt „rádióbarát” jellege miatt, és összefoglalójában kijelentette, hogy „Gaga jó formában van”. Lipshutz ugyanezen laptól azt írta, hogy a dal és a szövege „lelkesítő és mámorítóan dacos”. A The Daily Beast munkatársa, Kevin Fallon szintén nagy lelkesedést tanúsított a dal iránt, „színtiszta pop mennyországnak” nevezte, és magasztalta „refrénjét, amely rádiós slágerré teszi majd, és mindvégig intenzív, jól táncolható üteme van”. Carl Williot az Idolator honlaptól összefoglalójában egy „egészen hibátlan R&B számnak” nevezte. Dharmic X a Complex-től dicsérte a dalt „fülbemászó” mivoltjáért. Latifah Muhammad a Black Entertainment Television-től úgy vélte, hogy „kettejük közül Kelly tűnik távolabb hangilag a komfort zónájától, de befészkeli magát egy élvezetes dance ütembe” és a számot „zeneileg zseniálisnak” nevezte.
Jim Farber a New York Daily News-tól ötből négy csillagot adott a dalnak, és azt mondta, hogy „a zene biztosítja saját szeszélyét. Hogy passzoljon az R&B stílusú ütemhez — és R. Kelly vendégszerepléséhez — Gaga megtalálja hangjának új soul-os élét. Energetikus éneke minden értelem szerint slágert eredményez”. A Slate magazintól Aisha Harris úgy érezte, hogy Gaga és Kelly erőfeszítései „meglehetősen jól” működtek. Nidhi Tewari az International Business Times-tól azt mondta, hogy Gaga a gyors tempójú dalban most hangzott a „leginkább lázadónak”. Lewis Corner a Digital Spy-tól ötből négy csillagos értékelést adott a dalnak, és azt írta, hogy „gyorsan fülbemászó dallama feleleveníti Gaga korábbi tökéletes popdalait”. Hilary Hugher az Esquire-től úgy vélte, hogy Kelly vendégszereplése a dalban sokat dobott a minőségén az előző Applause című kislemezhez képest. Hughes azt is hozzátette Gaga Whitney Houston-éhoz hasonlító vokálját még jobban kiemeli Kelly „minőségi, szárnyaló tenorja”. A Rolling Stone magazin besorolta 2013 legjobb 100 dala közé, és egészen pontosan a 17. pozícióra helyezte.
Vegyes kritikát fogalmazott meg Kyle Anderson az Entertainment Weekly-től, aki úgy érezte, hogy Gaga és Kelly vokálja „nem illett össze” a számban, mivel Gaga éneklési stílusa zavaró hatást váltott ki a dal kompozícióját és R. Kelly R&B vokálját tekintve. Anderson ezen kívül úgy vélte, hogy a Kelly által előadott szövegek újrafelhasználtak és nem elég színvonalasak. Összefoglalójában azt írta, hogy a dal „ennek ellenére érdekes, és egyre jobban tetszik neki”. March Hogan a Spin magazintól azt írta, hogy a dal „mint mindig” a hírnévről szól, de úgy érezte, hogy a borítója jól kiegészíti a dal által bemutatott témát.

## Kereskedelmi fogadtatás
Az Egyesült Államokban a zeneipari prognosztizációk alapján azt várták, hogy a Do What U Want 150 000 és 160 000 közti digitális eladást fog produkálni megjelenése első hetén. A Nielsen SoundScan adatai alapján végül 156 000 példányt értékesítettek a dalból, amivel Gaga a harmadik helyen debütált a digitális eladásokat összesítő Hot Digital Songs-on, így az énekesnő immáron 14. alkalommal tudott bekerülni dalaival az első tíz közé ezen a listán. Ebből következően a Do What U Want a 13. helyen debütált a Billboard Hot 100-on. Kelly számára karrierje során ez volt az 52. alkalom, hogy felkerült a Hot 100-ra, és az eddigi legelőkelőbb helyezését az I'm a Flirt-tel érte el, amely a 12. helyig jutott még 2007-ben. A rákövetkező héten a dal egészen az 58. helyig esett vissza. Harmadik hetén a Do What U Want előre lépett a 48. pozícióba, köszönhetően annak, hogy a Radio Songs listán sikerült a 64. helyről az 51. helyre feljönnie. Ezen a héten 23 millió hallgatót ért el a dal a rádióban, ami 22%-os javulás volt az előző héthez képest. Az Artpop megjelenését követően a dal visszakerült a Hot 100 első 20 helyezettje közé, egészen pontosan a 18. helyre. 2018 februárjáig 1,3 millió példányt adtak el belőle az Egyesült Államokban, illetve platina minősítést kapott az Amerikai Hanglemezgyártók Szövetségétől (RIAA). A Pop Songs listán a Do What U Want a 39. helyen debütált 2013. november 11-én, majd a következő héten a 29. helyre lépett előre, miután a Pop formátumba tartozó amerikai rádióknál az előző héthez képest 991 játszással többet regisztráltak belőle. Az utána következő héten további 1096 növekedést ért el játszásait tekintve, amivel a 23. helyre lépett előre a slágerlistán. Legjobb helyezése a hetedik hely volt a Pop Songs-on 9237 játszással. A dal ezen kívül a nyolcadik helyig jutott a Rhythmic formátumú rádiókat összesítő listán 2662 játszással. A Do What U Want Gaga számára a második kislemeze lett a Just Dance után, amely nem ért el első helyezést a Hot Dance Club Songs listán, ahol a hetedik pozícióig sikerült eljutnia.
Ausztráliában a Do What U Want a 21. helyen debütált az ausztrál kislemezlistán, míg a 12. helyen nyitott az új-zélandi kislemezlistán. Az ír kislemezlistán a kilencedik helyen sikerült debütálnia, míg Hollandiában a Mega Single Top 100 listán a 27. helyen kezdett. A finn digitális eladásokat összesítő listán a második helyen debütált. Dél-Koreában a dal megjelenésének első hetén 10 576 példányt adtak el belőle digitális úton, amivel a nyolcadik helyen nyitott a Kaon digitális slágerlistáján. A rákövetkező héten további 7184 példányt adtak el a dalból, amivel a 13. helyig esett vissza. Az album kiadását követően 20 309 példányt adtak el a dalból digitálisan, amivel sikerült egészen a második helyig előre lépnie. A Do What U Want első lett Görögországban, de bekerült az első tíz közé például Franciaországban, Olaszországban és Spanyolországban is. Az 50. helyen debütált a Japan Hot 100-on, de két héttel később sikerült feljutnia egészen a 26. pozícióig. Ezen kívül a Do What U Want a hetedik helyen nyitott a Canadian Hot 100 kislemezlistán, majd listás szereplése 11. hetén érte el legjobb helyezését, amely a harmadik hely volt. A Music Canada aranylemez minősítést adott a dalnak, miután átlépte a 40 000 példányszámos digitális eladást.
Az Egyesült Királyságban úgy döntöttek, hogy a Do What U Want nem alkalmas rá, hogy felkerüljön a brit kislemezlistára. A brit slágerlistákat igazgató Official Charts Company nyilatkozatot jelentetett meg, amelyben elmagyarázták, hogy a dal csak akkor engedélyezett arra, hogy felkerüljön a kislemezlistára, ha a hozzá tartozó album elővételi ajánlata véget ért. Az Official Charts Company szabályai albumonként csak egyszer, egy kislemezdal esetén számítják be az album elővétele során történő letöltéseket. A Do What U Want pedig az Applause után pedig már a második rajongóknak szánt album megjelenés előtti elővételes kiadvány volt az Artpop-ról. Így a dalt nem tekintették alkalmasnak, hogy felkerüljön a kislemezlistára, míg be nem fejeződött az említett promóció, és meg nem jelent az album. A Music Week írója, Alan Jones szerint a kislemez megjelenését követően 22 915 példányt adtak el belőle az Egyesült Királyságban, így ha engedték volna, hogy felkerüljön, akkor Jones szerint a tizedik helyen debütált volna. Az Artpop megjelenését követően a Do What U Want 29 657 példányszámos eladással a  kilencedik helyen nyitott az Egyesült Királyságban, amivel az énekesnő immáron 11. dalával tudott az első tíz közé kerülni ezen a listán. A skót kislemezlistán ugyanezen pozícióban sikerült debütálnia a dalnak. A Do What U Want 2021 áprilisáig 383 000 példányban kelt el az Egyesült Királyságban, és a Brit Hanglemezgyártók Szövetsége aranylemez minősítést adott a dalnak, miután átlépte a 400 000 streaming-egyenértékű példányt.

## Élő előadások

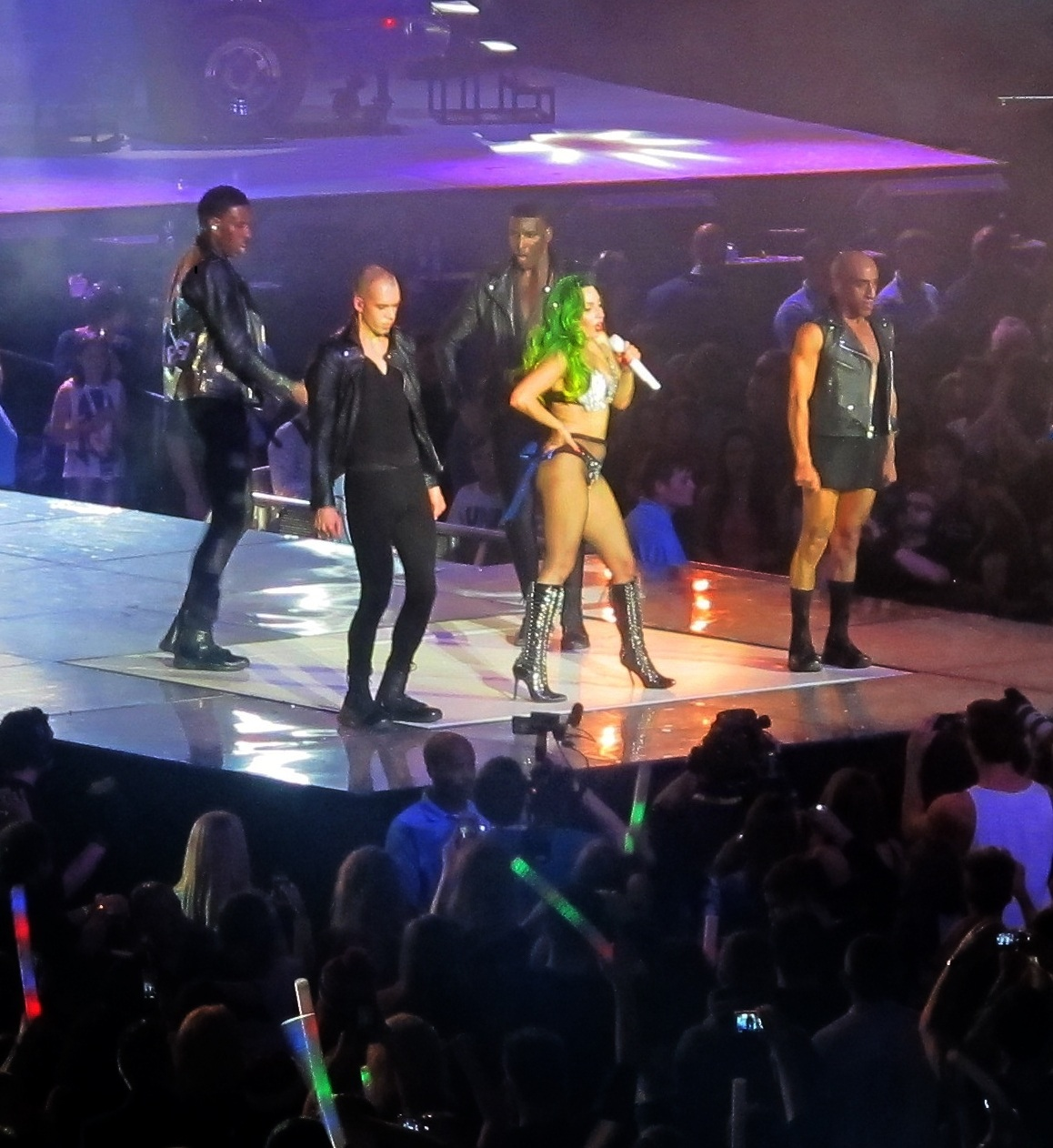
Gaga 2013. december 8-án a Do What U Want előadása közben a londoni Jingle Bell Ball-on.

Gaga 2013. október 27-én a Venus-szal együtt adta elő a dalt a brit The X Factor című tehetségkutató műsor tizedik évadában, amelynek a helyszíne Wembley-ben a Fountain Stúdió volt. Jason Lipshutz a Billboard-tól az előadást „mámorítóan furcsának” nevezte. Az ITV csatornához, ahol a műsort sugározták, és az Ofcom brit médiaszabályozóhoz körülbelül 260 panasz érkezett az este 9 óra előtt leadott fellépéssel kapcsolatban, köszönhetően Gaga öltözékének és a szám szuggesztív szövegeinek. A csatorna egyik szóvivője által megjelentetett nyilatkozat alapján ők nem hitték azt, hogy az előadás nem lett volna helyénvaló. Az Artpop megjelenésére szervezett ArtRave rendezvényén Gaga nyolc dalt adott elő az albumról, és a fellépést a Do What U Want-tal zárta le. Az előadás végén az énekesnő az album borítójához (amelyen Jeff Koons szobra látható Gagáról) hasonló pózt vett fel a színpadon: lábait széttárta, miközben eltakarta melleit. 2013. november 16-án Gaga előadta a Do What U Want-ot a Saturday Night Live 39. évadában, amely a műsor történetének 751. epizódja volt. Kelly vendég vokalistaként jelent meg az előadás során, és Gagához hasonló koreográfiát adott elő, és a színpadról felkapta a vállára az énekesnőt. Szex szimuláció és száraz szex is szerepet kapott a fellépés során, majd előadásukat egy öleléssel zárták le. Az E! írója, Zach Johnson szerint a fellépés vegyes fogadtatást váltott ki a médiából.
Gaga még az ArtRave rendezvénye során elárulta, hogy ő és Kelly november 24-én fel fognak lépni a 2013-as American Music Awards-on. Az előadás során Gaga az Egyesült Államok elnökének titkárnőjét játszotta, míg Kelly volt az elnök. A színpadkép az Ovális Irodához hasonlóan került kialakításra. Gaga a dal utolsó refrénjét egyedül énekelte el, míg a háttérben az énekesnőről egy videó volt látható, amint gyerekként zongorázik. Az előadás végén a háttérben az énekesnőt becsmérlő újságcikkek szalagcímei voltak láthatóak, olyan feliratokkal, hogy „Lady Gagának vége van”, vagy „Lady Gaga kövér”. Jason Lipshutz a Billboard-tól a díjátadó „legalaposabban kidolgozott előadásának” nevezte, és történetmesélését tekintve párhuzamokat vélt felfedezni Kelly saját rap operájával, a Trapped in the Closet-tel.
Az Alan Carr: Chatty Man című brit beszélgetős műsorban Gaga akusztikusan adta elő a számot. Az énekesnő egy Kansai Yamamoto derékfűzőt viselt, amelyhez egy iPad-et erősítettek, és a zongoránál énekelte el a dalt. 2013. december 8-án Gaga a Jingle Bell Ball-on is fellépett, ahol a diszkográfiájának többi dala mellett a Do What U Want-ot is előadta. Még 2013. december 12-én bejelentették, hogy Gaga fel fog lépni a The Voice ötödik évadának fináléjában, és sokan azt feltételezték, hogy a Do What U Want előadása során R. Kelly csatlakozik majd hozzá a színpadon. Azonban december 17-én, a finálé estjén egy televíziós reklám azt hirdette, hogy „Christina [Aguilera] egy epikus előadás erejéig csatlakozik Lady Gagához”; végül a két énekesnő lépett fel közösen a tehetségkutató évadzáró adásában. „Egymáshoz illő” ruhákat viseltek, néhány eltéréssel. Gaga egy „szokatlan, éles sarkokkal rendelkező kezeslábast” viselt, míg Aguilera „szexi feszes estélyit, mely kihangsúlyozta kiváló idomait”. Egy író a Rap-Up-tól dicsérte az „extravagáns” előadást. A Los Angeles Times a páros vokális készségeit „diadalmasnak” nevezte. A 2014-es ArtRave: The Artpop Ball turnén Gaga a dalt a Paparazzi után adták elő, amely során egy kéz alakú ezüst ülésen foglalt helyet. Kelly sorai kikerültek az élő előadásból. Eric Leijon a The Gazette-től dicsérte a dalt, mondván, hogy „kiérdemelte helyét a Paparazzi és a Bad Romance című slágerek mellett” Gaga katalógusában.

## Videóklip

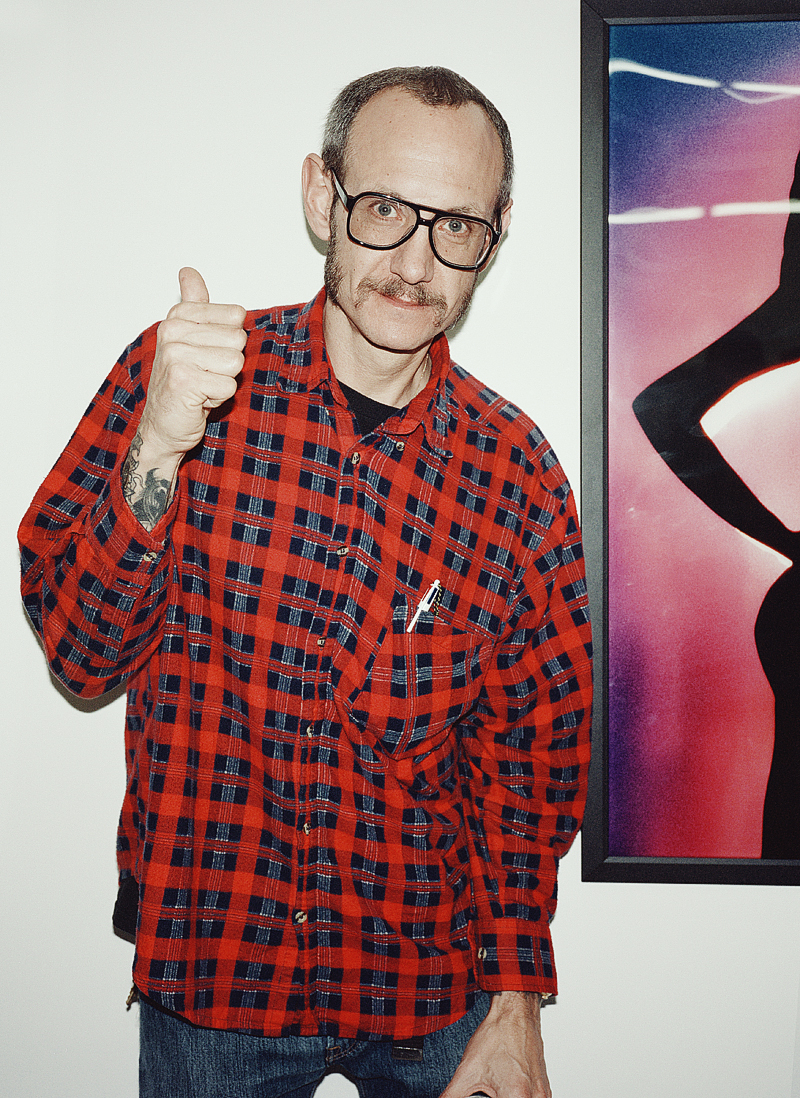
Terry Richardson fényképész forgatta a dalhoz készült videóklipet, és ő fotózta a kislemezborítót is.

Gaga az ArtRave rendezvénye során megerősítette a dal videóklipjének rendezőjét, és Kelly megjelenését a videóban, illetve beszélt a kettejük közt lévő „kémiáról”. Terry Richardson és Gaga korábban leforgatták a Cake Like Lady Gaga videó részletét, amelyben az énekesnő egy tortával játszadozik. A férfi már jó ideje szeretett volna videóklipeket készíteni, és az első klipjei Miley Cyrus Wrecking Ball-jához és Beyoncé XO-jához készültek. Az énekesnő a Saturday Night Live-ban bemutatott provokatív fellépését követően sokan faggatni kezdték Gagát a közte és R. Kelly közt lévő kémiáról, amelyet követően az énekesnő a következő üzenetet osztotta meg Twitterén: „sok interjúztató kérdezett ma a 'SOKKOLÓ' előadásomról R. Kelly-vel az SNL-ben, kezdem azt gondolni, hogy nem álltok készen a videóra.”
2013. november 26-án az Interscope bejelentette, hogy a videóklip a BitTorrent fájlmegosztó szolgáltatáson, és a Vice magazinon jelenik meg valamikor 2013 decemberében. A BitTorrent-nek Madonna secretprojectrevolution videóját követően ez volt a második hasonló kezdeményezése. A csomagban helyet kapott volna a videóklip, képek, egy külön klip a kiadvány elkészítéséről 4K-s felbontásban, illetve interjúk Gagával és a rendezővel, Richardson-nal. Az Interscope szerint a csomag „a nyílt kifejezés és nyílt technológia közti kapcsolat felfedezése”, illetve „betekintést lehet nyerni vele a kreatív folyamatba az eredeti filmmel, zenével, archív tartalommal és közvetlenül a művészektől származó színfalak mögötti felvételekkel”.
2013. december 4-én Gaga azt írta Twitterén, hogy szeretné ha a klip „tökéletes” lenne, mivel nem hasonlít az előző munkáihoz, és azt is hozzátette, hogy a videó „nagyon személyes”. Két nappal később Richardson közzétett egy fekete-fehér képet a forgatásról, amelyen az látható, ahogy Kelly Gagát felemelve tartja; az énekesnő lábait a férfi dereka köré kulcsolva. Gaga csak egy fekete bikinit viselt, míg a bőrnadrágot viselő Kelly középső ujját mutatja a kamerának. Egy héttel később egy színes kép jelent meg a videóklipből, amelyen az énekesek ugyanezen öltözékekben voltak, mint az előző képen. Kelly itt terpeszállásban állt, míg Gaga lábai között átmászva látható.
A csomag és a videóklip azonban nem jelent meg decemberben. Gaga egy nyilatkozatot tett közzé Little Monsters nevű közösségi oldalán, amiben leírta, hogy a klip elhalasztásra került, mivel az énekesnő az Applause videójához hasonlóan csak egy hetet kapott a klip megtervezésére és végrehajtására. Gaga elmondta, hogy ez nem vall rá, mivel jobban szereti egy bizonyos időn keresztül tervezni a klipjeit, ezzel tisztelegve kreativitása előtt. A videóklip kiadatlan maradt annak ellenére is, hogy Gaga kiadta a következő, G.U.Y. című kislemezének hivatalos videóklipjét 2014. március 22-én. 2014. június 19-én egy hírességekkel foglalkozó oldal, a TMZ korábban nem látott, szexuálisan szuggesztív felvételeket tett közzé a videóklipből. Az egyik jelenetben Kelly orvost alakít, majd benyúl a meztelen Gagán lévő takaró alá, amitől az énekesnő nyögni kezd. Egy másik jelenetben Richardson Gagát fényképezi, míg ő újságpapírokon vonaglik. A Pitchfork úgy írta le a videót, hogy „Kelly egy softcore orgiát rendez Gaga altatott testével”. A TMZ értesülései szerint a videóklipet valószínűleg azért nem jelentették meg, mert féltek attól, hogy negatív reakciót fog kiváltani, hogy a gyerekpornó-ügyben bíróságra járó R. Kelly, illetve a fotóalanyait állítólag szexuálisan zaklató Richardson szerepelnek a videóban. A Page Six meg nem nevezett forrása szerint: „[Ő] egy állítólagos szexuális ragadozó által rendezett videót készíttetett, egy másik szexuális ragadozó szereplésével [...] A témája: 'Azt fogom csinálni a testeddel, amit csak akarok'? Ez szó szerint egy nemi erőszak reklámja volt”. Daisy Jones, a Dazed munkatársa szerint jobb is, hogy a videó nem került nyilvánosságra. Úgy vélte, hogy a dal szövege, Kelly és Richardson közreműködése, valamint a klip koncepciója „rossz ötlet volt”.

## Remixek

### DJWS remix
A Do What U Want DJWS remixe R. Kelly és Rick Ross rapper közreműködésével 2013. december 20-án jelent meg. Ross egy MTV-nek adott interjúban elmondta, hogy nem volt rá felkészülve, hogy Lady Gagával kollaboráljon. A remix egy új bevezetővel kezdődik, amit Kelly énekel, majd ezt követi Ross rappelése, amely olyan szövegeket tartalmaz, mint „Photos of the Bawse just to post 'em on a blog/Get alotta views cause they know we be the top/Jean Basquiats in the hall, she my work of art so I pin her to the wall”. Gaga vokálja során a zene „ritmusának érzete” megújításra került, amely a Fuse leírása szerint „ugyanabban a pillanatban nosztalgikus, dübörgő és őrülten szexis. Egy 2013-as óda a szinti R&B egy másik korszakának.” Molly Wardlow ugyanettől a csatornától azonban elutasító volt Ross verzéjével kapcsolatban, és szükségtelennek nevezte.  A Spin magazin írója, Chris Martin megjegyezte, hogy hozzájárulása a Do What U Want-hoz „kínos” volt, és hasonlóságokat vélt benne felfedezni Beyoncé Drunk in Love című dalában Jay-Z rapper által előadott verzéhez. Mike Wass az Idolator-tól úgy vélte, hogy a remix felesleges volt azon médiában lévő botrányokat követően, amely Ross U.O.E.N.O. című számában található randierőszakról szóló szövegei, illetve Kelly újból előtérbe kerülő fiatalkorúak elleni nemi erőszakról szóló ügye miatt robbantak ki.

### Remix Christina Aguilera közreműködésével
A Do What U Want Christina Aguilera közreműködésével készült másik stúdióváltozata 2014. január 1-én jelent meg; ez volt a két énekesnő első közös munkája. A dal az Egyesült Államokban, Kanadában és Mexikóban 2014. január 1-én jelent meg, majd egy nappal később már világszerte megvásárolhatóvá vált. December 24-én Aguilera Twitter-én keresztül osztotta meg, hogy „valami különlegesen dolgozik”, és hozzácsatolt egy képet, amelyen ő látható, amint egy stúdióban énekel. A munkát Carly Simon énekesnő Martha's Vineyard-ban található otthonának nappalijában bonyolították le, az Oak Bluffs-ben élő Jimmy Parr producer asszisztálása mellett. A következő héten bejelentették, hogy megjelenik egy átdolgozott stúdióváltozat Do What U Want-ból, amelyen az eredetileg Kelly által előadott vokált egy Aguilera által előadott verze helyettesíti.
A végleges változat nem sokkal éjfélt követően 2014. január 1-én jelent meg. 2014. február 11-én Gaga négy új, az Aguilerával készült verzióból készült remixet töltött fel, amely mind az Interscope kiadó megbízásából készült, és Stevan Redant végezte rajtuk a hangkeverést. Az Aguilerával készített remix nagyrészt pozitív kritikai fogadtatásban részesült. Melissa Locker a Time magazintól úgy érezte, hogy a szám újra felvett verziója „több eladást ad majd a dalnak, anélkül az erkölcsi dilemma nélkül, amely Kelly támogatásából származik”, akit a 2000-es években gyermek-pornográfiával vádoltak, majd felmentettek. Ezen kívül dicsérte Gaga „okos marketingjét”, hogy „egy slágerből két verziót jelentet meg két különböző megasztárral”.

## Eltávolítás
Gaga kezdetben megvédte a Kellyvel való együttműködését, mondván, hogy mindkettőjükről „néha [...] nagyon valótlan dolgokat írtak”. 2019. január 10-én azonban Gaga megszólalt a Surviving R. Kelly című Lifetime sorozat megjelenése után, amely dokumentálta a Kelly elleni szexuális visszaélési vádakat. Az énekesnő bevallotta, hogy megbánta a Kellyvel való együttműködést, és kifejtette, hogy a gondolkodása „kifejezetten eltorzult”, és hogy akkoriban „rosszul ítélkezett”. Gaga megfogadta, hogy támogatni fogja a bántalmazáson átesett nőket, és másnapra eltávolította a számot az iTunesról és az összes streaming szolgáltatásról. Keith Caulfield a Billboardtól arról számolt be, hogy még a Kellyvel készült remixek sem voltak lejátszhatóak a Spotify-on és más platformokon, csak az Aguilerával készült verzió volt jelen. Úgy vélte, hogy mivel a digitális zenei szolgáltatások módosítása időbe telik, Gaga menedzsmentje azon dolgozott, hogy a dalt fokozatosan távolítsa el minden felülelről. Gaga nyilatkozatát követően és mindössze néhány órával a dal eltávolítása előtt a Nielsen SoundScan szerint a Do What U Want eladásai 13 720%-kal, 2000 zeneletöltésre emelkedtek az Egyesült Államokban.
A dalt 2019 novemberében eltávolították az album új bakelit- és CD-kiadásairól is.

## A kislemez dalai és formátuma
| - Digitális letöltés 1. Do What U Want közreműködik R. Kelly – 3:48 - Digitális letöltés – remix kislemez 1. Do What U Want közreműködik R. Kelly és Rick Ross (DJWS Remix) – 4:19 - Digitális letöltés – remix kislemez 1. Do What U Want közreműködik Christina Aguilera – 3:36 | - Digitális remix EP 1. Do What U Want közreműködik R. Kelly (DJ White Shadow Remix) – 4:03 2. Do What U Want közreműködik R. Kelly (Samantha Ronson Remix) – 4:27 3. Do What U Want közreműködik R. Kelly (Kronic Remix) – 5:12 4. Do What U Want közreműködik Christina Aguilera (Steven Redant Madrid Radio Remix) – 4:00 5. Do What U Want közreműködik Christina Aguilera (Steven Redant Madrid Club Remix) – 7:31 6. Do What U Want közreműködik Christina Aguilera (Steven Redant Barcelona Remix) – 6:28 7. Do What U Want közreműködik Christina Aguilera (Red Ant & Amp Lexvas Deep House Remix) – 6:50 |

## Közreműködők

### Menedzsment
- A felvételek a Record Plant Studios-ban (Hollywood, Kalifornia) és a PatchWerk Recording Studios-ban (West Midtown, Atlanta, Georgia) készültek
- R. Kelly az RCA Records, a Sony Music Entertainment részlegének jóvoltából jelenik meg
- Stefani Germanotta P/K/A Lady Gaga (BMI) Sony ATV Songs LLC / Haus of Gaga Publishing, LLC / GloJoe Music Inc. (BMI), Maxwell and Carter Publishing, LLC (ASCAP)
- Universal Music Publishing Group, Etrange Fruit (SACEM), Fuzion (SACEM), Get Familiar Music (ASCAP), R. Kelly Publishing Inc. / Universal Music – Z Music LLC (BMI)

### Munkatársak
- Lady Gaga – dalszerzés, vokál, produceri munka, billentyűs hangszerek
- Paul "DJ White Shadow" Blair – dalszerzés, produceri munka
- R. Kelly – dalszerzés, vokál
- Christina Aguilera – vokál
- Martin Bresso – dalszerzés
- William Grigahcine – dalszerzés
- Dave Russell – felvételek (Lady Gaga), hangkeverő
- Bill Malina – felvételek (Lady Gaga), további felvételek
- Abel Garibaldi – felvételek (R. Kelly)
- Ian Moonness – felvételek (R. Kelly)
- Ghazi Hourani – további felvételek, hangkeverő asszisztens
- Benjamin Rice – felvételek és hangkeverő asszisztens
- Zane Shoemake – felvételek asszisztense
- Dino "SpeedoVee" Zisis – további felvételek
- Tim Stewart – gitár
- Donnie Lyle – R. Kelly zenei rendezője
- Ivy Skoff – felek közötti szerződés ügyintézése
- Gene Grimaldi – maszterelés

Forrás: Az Artpop albumon szereplő jegyzet, Interscope Records.

## Helyezések
| Slágerlisták (2013–14)                       | Legjobb helyezés |
| -------------------------------------------- | ---------------- |
| Ausztrália (ARIA)                            | 21               |
| Ausztrália Dance (ARIA)                      | 6                |
| Ausztria (Ö3 Austria Top 40)                 | 10               |
| Belgium (Ultratop 50 Flanders)               | 15               |
| Belgium (Ultratop 50 Wallonia)               | 11               |
| Csehország (Rádio Top 100)                   | 19               |
| Dánia (Tracklisten Top 40)                   | 5                |
| Dél-Korea (Gaon Music Chart)                 | 2                |
| Egyesült Királyság (UK Singles Chart)        | 9                |
| Európa (Euro Digital Songs)                  | 6                |
| Finnország (Latauslista)                     | 2                |
| Franciaország (Single Top 100)               | 8                |
| Görögország Greece Digital Songs (Billboard) | 1                |
| Hollandia (Top 40)                           | 34               |
| Hollandia (Single Top 100)                   | 27               |
| Írország (IRMA)                              | 9                |
| Japán (Billboard Japan Hot 100)              | 26               |
| Kanada (Canadian Hot 100)                    | 3                |
| Kanada AC (Billboard)                        | 34               |
| Kanada CHR/Top 40 (Billboard)                | 4                |
| Kanada Hot AC (Billboard)                    | 4                |
| Libanon (Lebanese Top 20)                    | 5                |
| Luxembourg Digital Songs (Billboard)         | 10               |
| Mexican Anglo Chart (Monitor Latino)         | 7                |
| Magyarország (Single Top 40)                 | 1                |
| Németország (Media Control Charts)           | 14               |
| Norvégia (VG-lista)                          | 7                |
| Olaszország (FIMI)                           | 3                |
| Portugal Digital Songs (Billboard)           | 1                |
| Skócia (Scottish Singles Top 40)             | 9                |
| Spanyolország (PROMUSICAE)                   | 2                |
| Svájc (Schweizer Hitparade)                  | 14               |
| Svédország (Sverigetopplistan)               | 17               |
| Szlovákia (Rádio Top 100)                    | 26               |
| Új-Zéland (Recorded Music NZ)                | 12               |
| US Billboard Hot 100                         | 13               |
| US Adult Top 40 (Billboard)                  | 22               |
| US Hot Dance Club Songs (Billboard)          | 7                |
| US Mainstream Top 40 (Billboard)             | 7                |
| US Rhythmic (Billboard)                      | 8                |
| US Latin Pop Songs (Billboard)               | 31               |
| Venezuela (Record Report)                    | 11               |

| Lista (2014)                                                        | Legjobb helyezés |
| ------------------------------------------------------------------- | ---------------- |
| Dánia (Tracklisten Top 40) Christina Aguilera közreműködésével      | 27               |
| Finnország (Latauslista) Christina Aguilera közreműködésével        | 12               |
| Lengyelország (Dance Top 50) R. Kelly és Rick Ross közreműködésével | 49               |

| Lista (2013)             | Helyezés |
| ------------------------ | -------- |
| Ausztrália Dance (ARIA)  | 36       |
| Franciaország (SNEP)     | 132      |
| Egyesült Királyság (OCC) | 133      |

| Lista (2014)                     | Helyezés |
| -------------------------------- | -------- |
| Kanada (Canadian Hot 100)        | 44       |
| Franciaország (SNEP)             | 134      |
| US Billboard Hot 100             | 84       |
| US Mainstream Top 40 (Billboard) | 48       |
| US Radio Songs (Billboard)       | 58       |
| US Rhythmic (Billboard)          | 43       |

## Minősítések és eladási adatok
| Régió | Minősítés | Eladott példányszám |
| --- | --------- | ------------------- |
| Ausztrália (ARIA) | platina   | 70 000‡             |
| Brazília (Pro-Música Brasil) | platina   | 60 000‡             |
| Kanada (Music Canada) | arany     | 40 000*             |
| Németország (BVMI) | arany     | 150 000‡            |
| Olaszország (FIMI) | platina   | 30 000*             |
| Mexikó (AMPROFON) | arany     | 30 000*             |
| Új-Zéland (RMNZ) | arany     | 7 500*              |
| Norvégia (IFPI Norway) | arany     | 30 000‡             |
| Svédország (GLF) | platina   | 40 000‡             |
| Egyesült Királyság (BPI) | arany     | 383 000             |
| Egyesült Államok (RIAA) | platina   | 1 300 000           |
| Streaming |           |                     |
| Dánia (IFPI Denmark) | platina   | 1 800 000†          |
| * Eladási példányszámok kizárólag a minősítés alapján. ‡ Eladási+streaming példányszámok kizárólag a minősítés alapján. † Csak streaming számok kizárólag a minősítés alapján. |           |                     |

## Megjelenési történet
| Ország             | Dátum              | Formátum(ok)                                         | Változat                                  | Kiadó(k)              | For.    |
| ------------------ | ------------------ | ---------------------------------------------------- | ----------------------------------------- | --------------------- | ------- |
| Egyesült Államok   | 2013. október 21.  | Digitális letöltés streaming                         | Eredeti                                   | Streamline Interscope | [ 127 ] |
| Németország        | 2013. október 22.  | Digitális letöltés streaming                         | Eredeti                                   | Universal             | [ 179 ] |
| Egyesült Királyság | 2013. október 22.  | Digitális letöltés streaming                         | Eredeti                                   | Polydor               | [ 180 ] |
| Olaszország        | 2013. október 25.  | Rádiós megjelenés                                    | Eredeti                                   | Universal             | [ 181 ] |
| Egyesült Államok   | 2013. november 5.  | Rádiós megjelenés (CHR) rádiós megjelenés (Rhythmic) | Eredeti                                   | Streamline Interscope | [ 23 ]  |
| Világszerte        | 2013. december 20. | Digitális letöltés streaming                         | DJWS remix                                | Streamline Interscope | [ 109 ] |
| Világszerte        | 2014. január 1.    | Digitális letöltés streaming                         | Remix Christina Aguilera közreműködésével | Streamline Interscope | [ 114 ] |
| Világszerte        | 2014. február 25.  | Digitális letöltés streaming                         | Remixek                                   | Streamline Interscope | [ 128 ] |

## Fordítás
- Ez a szócikk részben vagy egészben  a   Do What U Want című angol Wikipédia-szócikk fordításán alapul.  Az eredeti cikk szerkesztőit annak laptörténete sorolja fel. Ez a jelzés csupán a megfogalmazás eredetét és a szerzői jogokat jelzi, nem szolgál a cikkben szereplő információk forrásmegjelöléseként.

## Külső linkek
- Lady Gaga is normal: A photo series by Terry Richardson, HitFix